# North West Leicestershire
North West Leicestershire es un distrito no metropolitano del condado de Leicestershire (Inglaterra). Fue constituido el 1 de abril de 1974 bajo la Ley de Gobierno Local de 1972 como una fusión de los distritos urbanos de Ashby-de-la-Zouch, Ashby Woulds y Coalville, los distritos rurales de Ashby-de-la-Zouch y Castle Donington, e Ibstock, ubicado en el también distrito rural de Market Bosworth.

## Geografía
Según la Oficina Nacional de Estadística británica, North West Leicestershire tiene una superficie de 279,33 km².

## Demografía
Según el censo de 2001, North West Leicestershire tenía 85 503 habitantes (49,4% varones, 50,6% mujeres) y una densidad de población de 306,1 hab/km². El 19,73% eran menores de 16 años, el 72,7% tenían entre 16 y 74, y el 7,57% eran mayores de 74. La media de edad era de 39,54 años. 
Según su grupo étnico, el 98,78% de los habitantes eran blancos, el 0,49% mestizos, el 0,41% asiáticos, el 0,09% negros, el 0,13% chinos, y el 0,1% de cualquier otro. La mayor parte (97,65%) eran originarios del Reino Unido. El resto de países europeos englobaban al 1,21% de la población, mientras que el 0,31% había nacido en África, el 0,48% en Asia, el 0,18% en América del Norte, el 0,03% en América del Sur, el 0,13% en Oceanía, y el 0,02% en cualquier otro lugar. El cristianismo era profesado por el 78,17%, el budismo por el 0,1%, el hinduismo por el 0,2%, el judaísmo por el 0,05%, el islam por el 0,13%, el sijismo por el 0,09%, y cualquier otra religión por el 0,21%. El 14,5% no eran religiosos y el 6,55% no marcaron ninguna opción en el censo.
El 39,53% de los habitantes estaban solteros, el 45,82% casados, el 1,77% separados, el 6,2% divorciados y el 6,68% viudos. Había 35 394 hogares con residentes, de los cuales el 25,82% estaban habitados por una sola persona, el 8,15% por padres solteros con o sin hijos dependientes, el 64,65% por parejas (54,59% casadas, 10,06% sin casar) con o sin hijos dependientes, y el 1,38% por múltiples personas. Además, había 1322 hogares sin ocupar y 122 eran alojamientos vacacionales o segundas residencias.